# تيمور كويجاييف
تيمور أنوار أغلو كويجاييف (بالأذرية:  Teymur Ənvər oğlu Göyçayev ) - قائد أوركسترا الأصل أذربيجاني، المدير الفني لأوركسترا قارا قراييف الحكومية، فنان الشعب في جمهورية أذربيجان عام 1959، الفائز بجائزة لرئيس جمهورية أذربيجان (منذ عام 2020).

## حياته
ولد تيمور كويجاييف في 11 أغسطس من عام 1958، في مدينة باكو. تخرج من أكاديمية باكو للموسيقى بمرتبة الشرف في عام 1985، وشارك كويجاييف في مسابقة للعزف الموسيقي عبر القوقاز وحصل جائزة.
كان يعمل في أوركسترا أذربيجان السيمفونية الحكومية، وفي عام 1986 درس في المدرسة الثانوية، لاحقا واصل نشاطه تدريسي في أكاديمية باكو للموسيقى.
تيمور كويجاييف هو المدير الفني لأوركسترا الغرفة الحكومية بأذربيجان المسماة باسم قارا قاراييف في عام 1988.
في 9 مايو لعام 2018، منح تيمور كويجاييف وسام "شهرة" بأمر من رئيس جمهورية أذربيجان إلهام علييف لخدماته في تطوير الفن في جمهورية أذربيجان للجمهورية.

## الجوائز
- تكريم الفنان في جمهورية أذربيجان (2000) [3]
- جائزة فنان الشعب في جمهورية أذربيجان في 2005) [4]
- حصل على الجائزة الدولية «الجميز الذهبي» للمؤسسة حيدر علييف في 10 مايو عام 2014.
- منح وسام شهرة وفقا لمرسوم من رئيس جمهورسة أذربيجان في 10 أغسطس عام 2018.
- وسام «شهرة» 2018